# Loeff Claeys Verbeke
Loeff Claeys Verbeke was een Belgisch-Nederlands advocatenkantoor. Het werd in 1990 opgericht en ging in 2000 op in Allen & Overy en Loyens & Loeff.

## Geschiedenis
Loeff Claeys Verbeke ontstond in 1990 door de contractuele fusie van het Brusselse advocatenkantoor Braun Claeys Verbeke Sorel (BCVS) en het Amsterdams-Rotterdamse kantoor Loeff & Van der Ploeg. Dat was pas mogelijk nadat de orde van advocaten bij de balie van Brussel het verbod om samenwerkingsverbanden met buitenlandse advocatenkantoren op te zetten een jaar eerder ophief. Ook de oprichting van kantoren in het buitenland was tot 1985 nog verboden. Wel had BCVS in de tussentijd kantoren in Barcelona en Zürich opgericht. Loeff & Van der Ploeg, waar naar Nederlandse gewoonte ook notarissen deel van uitmaakten, had meer en ook vroeger buitenlandse kantoren opgestart, onder meer in Jakarta, New York, Parijs en Singapore.
In 1994 werd dit gevolgd door een fusie met het Luxemburgse kantoor Zeyen Beghin Feider, waarmee een Benelux-kantoor met kantoren in Amsterdam, Antwerpen, Brussel, Luxemburg en Rotterdam werd gecreëerd. Reeds in 1991 was een samenwerkingsverband met het Britse Allen & Overy en het Franse Gide Loyrette Nouel op poten gezet.
In juni 1999 viel de Nederlandse tak van het kantoor onder druk van de vennoten die aansluiting zochten bij Allen & Overy uiteen. 35 van de 61 Nederlandse vennoten stapten naar Allen & Overy over. De resterende 26 vennoten wilden overstappen naar het Nederlandse belastingadvieskantoor Loyens & Volkmaars. Loeff Claeys Verbeke trok zich bijgevolg uit Nederland terug. In december dat jaar werd met de vennoten van het voormalige Loeff Claeys Verbeke Nederland, die naar Loyens & Volkmaars overstapten, zo goed als volledige overeenstemming bereikt over het gebruik van de naam 'Loeff Claeys Verbeke'. Op 31 december 2000 splitste Loeff Claeys Verbeke. Ruim 150 advocaten van wie 21 vennoten stapten naar Allen & Overy over. De overige vijf Belgische vennoten en hun medewerkers vormden onder leiding van Thierry Claeys een nieuw kantoor voor sociaal recht dat begin 2001 tot het nieuwe internationale netwerk Ius Laboris toetrad.
Op 1 januari 2000 ontstond Loyens & Loeff en fuseerde Loeff Claeys Verbeke met Allen & Overy.

## Bekende advocaten
- Karel Baert
- Hendrik Jan Biemond
- Britta Böhler
- Ferdinand Grapperhaus
- A.W. Kist
- Leo Neels
- Henk Otten
- Jan Maarten Slagter
- Jacques Steenbergen
- John Stoop
- Anton van Schijndel
- Onno van Veldhuizen
- Louis Verbeke
- Leonard Verburg
- Corinna Wissels